# Liberty Seguros
 Denne artikel omhandler forsikringsselskabet Liberty Seguros. Opslagsordet har også en anden betydning, se Liberty Seguros (cykelhold).
Liberty Seguros er et Spanien-baseret forsikringsselskab som ejes af den amerikanske koncern Liberty Mutual.